# Whissendine
Whissendine est un village et une paroisse civile d'Angleterre situé dans le nord-ouest du Rutland, au nord-ouest de Oakham.

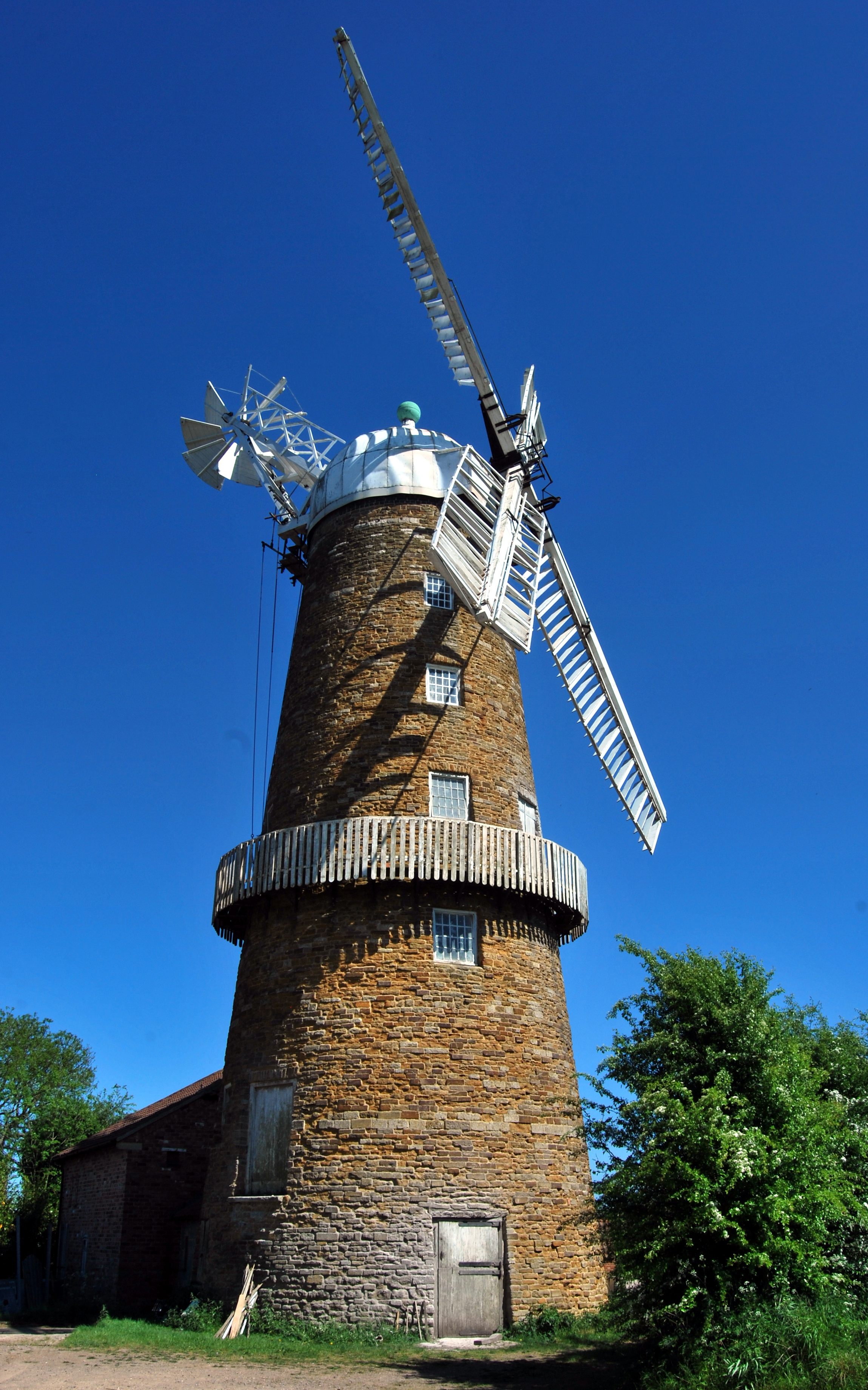
Le moulin à vent de Whissendine.

Le moulin à vent de Whissendine a été construit en 1809 et a repris son activité de meunerie en septembre 2006,,. C'est un monument classé de Grade II*, réputé le plus haut moulin à vent en pierre du pays.